# Rita Liese
Rita Liese, coniugata Wandrey (13 ottobre 1938), è un'ex cestista tedesca.

## Carriera
Con la Germania Est ha disputato i Campionati del mondo del 1967 e due edizioni dei Campionati europei (1966, 1968), vincendo una medaglia di bronzo.